# Kostajnik
Kostajnik (em cirílico: Костајник) é uma vila da Sérvia localizada no município de Krupanj, pertencente ao distrito de Mačva, na região de Rađevina. A sua população era de 927 habitantes segundo o censo de 2011.

## Demografia
| 1948  | 1953  | 1961  | 1971  | 1981  | 1991  | 2002  | 2011 |
| ----- | ----- | ----- | ----- | ----- | ----- | ----- | ---- |
| 1 431 | 1 621 | 1 671 | 1 506 | 1 364 | 1 264 | 1 048 | 927  |